# Arcins
Arcins is een gemeente in het Franse departement Gironde (regio Nouvelle-Aquitaine) en telt 357 inwoners (2005). De plaats maakt deel uit van het arrondissement Lesparre-Médoc.

## Geografie
De oppervlakte van Arcins bedraagt 6,8 km², de bevolkingsdichtheid is 52,5 inwoners per km².
De onderstaande kaart toont de ligging van Arcins met de belangrijkste infrastructuur en aangrenzende gemeenten.

## Demografie
Onderstaande figuur toont het verloop van het inwonertal (bron: INSEE-tellingen).